# Słojecznica mchowa

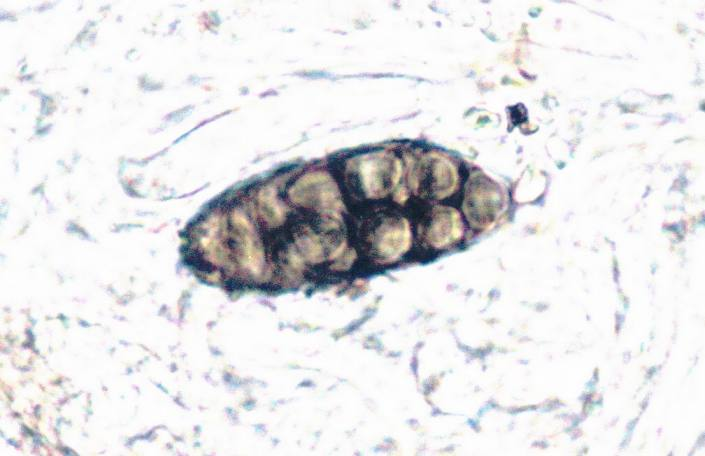
Zarodnik

Słojecznica mchowa (Diploschistes muscorum (Scop.) R. Sant.) – gatunek grzybów należący do rodziny literakowatych (Graphidaceae). Ze względu na współżycie z glonami zaliczany jest do porostów. 

## Systematyka i nazewnictwo
Pozycja w klasyfikacji według Index Fungorum: Diploschistes, Graphidaceae, Ostropales, Ostropomycetidae, Lecanoromycetes, Pezizomycotina, Ascomycota, Fungi  .
Po raz pierwszy gatunek ten zdiagnozował w 1772 r. Giovanni Antonio Scopoli jako Lichen muscorum, do rodzaju Diploschistes przeniósł go Rolf Santesson w 1980 r. Synonimów ma 20.
Nazwa polska według Krytycznej listy porostów i grzybów naporostowych Polski.

## Morfologia
Tworzy skorupiastą plechę o grubości do 2 mm, zbudowaną z areolek o średnicy 0,1–0,5 mm. Mają one jasno lub ciemnoszarą barwę, czasami z żółtym odcieniem. Areolki są okrągławe lub podłużnie kanciaste, gładkie, wypukłe, ziarenkowate lub pomarszczone. Okrągłe owocniki typu apotecjum mają średnicę do 1,8 mm, są siedzące, wgłębione w plechę i mają cienki i równy lub delikatnie ząbkowany brzeżek własny, oraz cienki i odstający brzeżek plechowy. Tarczki barwy szarobrunatnej, przyprószone lub nagie. W początkowym okresie rozwoju przysłonięte są przez brzeżek, później zostają w całości odsłonięte.
Brzeżek plechowy ma grubość do 70 μm, hymenium  80–120 μm i jest bezbarwne. W jednym worku powstają po 4 zarodniki o kształcie od wrzecionowatego do cylindrycznego i rozmiarach 8–32 × 6–15 μm. Mają po 4-6 poprzecznych i 1-2 podłużnych przegród. Początkowo są bezbarwne, później oliwkowe.
Reakcje barwneK + żółty do czerwonego, C + czerwony, KC-, P-, UV-.  Kwasy porostowe:  diploschistesic i kwasy lekanorowe i orsellininowe.

## Występowanie i siedlisko
Jest szeroko rozprzestrzeniony. Poza Antarktydą występuje na wszystkich kontynentach, a także na wielu wyspach. Na północy sięga po północne wybrzeża Grenlandii, Islandię i północne wybrzeża Półwyspu Skandynawskiego, na południu po południowe krańce Argentyny. W Polsce podano jego stanowiska na terenie niemal całego kraju. W górach jest dość częsty, na niżu znacznie rzadszy. W północnej i środkowej części Polski podawany był tylko na nielicznych stanowiskach, na których ostatnio nie potwierdzono jego obecności. Odkryto natomiast dwa nowe stanowiska: w rezerwacie przyrody Pamięcin nad Odrą i koło Drezdenka. 
Rośnie w miejscach suchych i słonecznych na mchach, szczątkach roślin, na piaszczystych i wapiennych glebach, a w młodości także na porostach z rodzaju Cladonia (chrobotek), zwłaszcza na chrobotku kubkowym (Cladonia pyxidata).

## Gatunki podobne
Charakterystyczne dla słojecznicy mchowej cechy to: podłoże (mchy lub rośliny), 4-zarodnikowe worki i występowanie kwasu lekanorowego i  diploschistesicu. Podobna jest słojecznica pospolita (Diploschistes scruposus), ale rośnie tylko na skałach.